# Sophie Maslow
Sophie Maslow (Nova Iorque, 22 de março de 1911 – Manhattan, 25 de junho de 2006) foi um coreógrafa americana, professora e dançarina de dança contemporânea e fundadora membro do New Dance Group. Ela era prima do escultor americano Leonard Baskin.

## Biografia

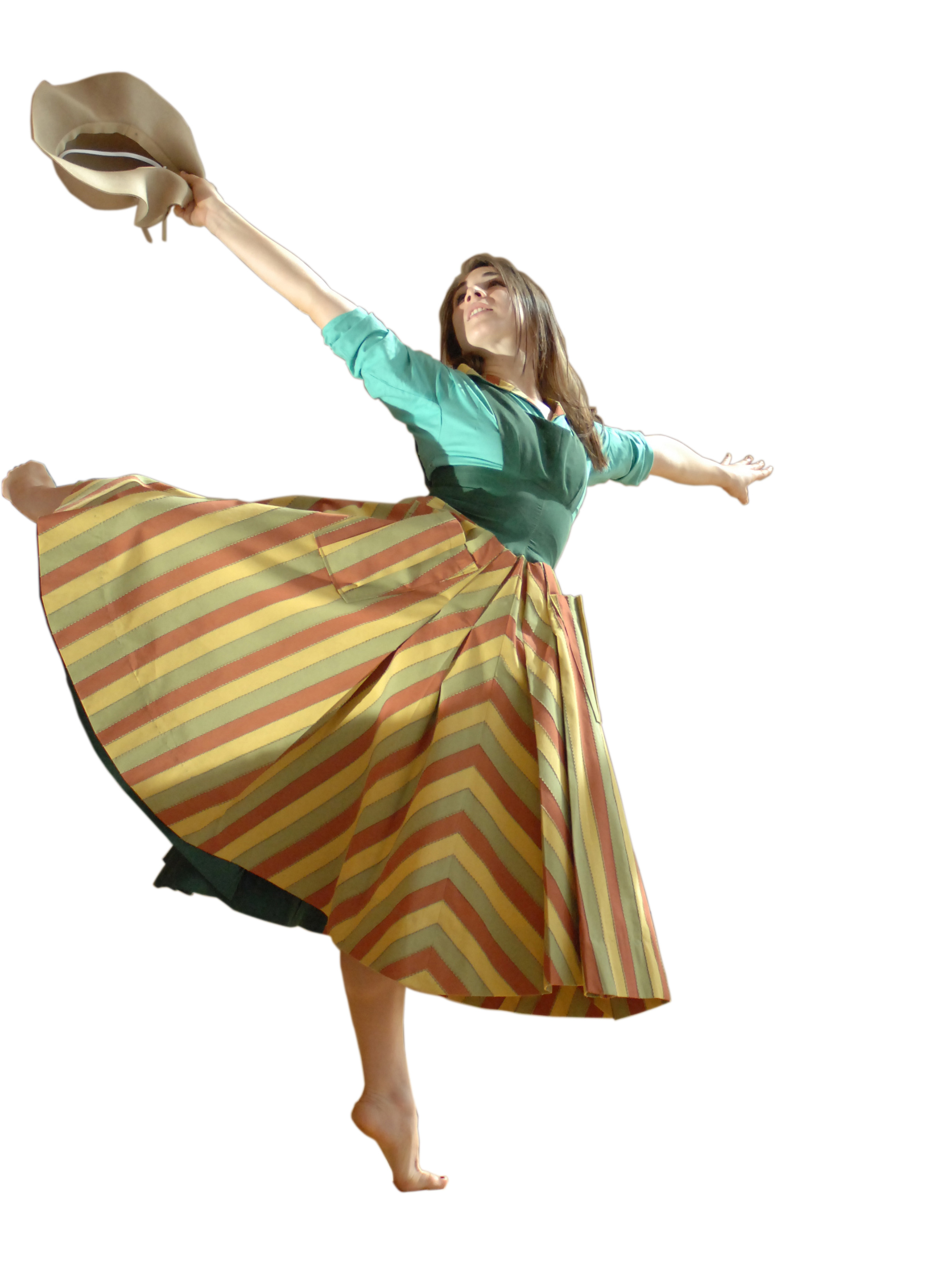
"Dust Bowl Ballads" - CityDance Ensemble.

Nascida em Nova Iorque em 1911, Sophie Maslow começou a dançar com Blanche Talmud da Neighborhood Playhouse School. Entre seus professores, Martha Graham e Louis Horst. Ela tornou-se membro do Centro de Dança Contemporânea Martha Graham em 1931 e apresentou-se em vários papéis solo, até 1943. Ela criou sua própria equipe de dança. a Sophie Maslow Dance Company e, junto a Jane Dudley e William Bales, estabeleceu o Dudley-Maslow-Bales Trio em 1942. Sophie ajudou a definir e estabelecer o New Dance Group como uma entidade dedicada a usar a dança com a finalidade de fazer declarações políticas e sociais.
Entre as coreografias de Sophie estão: "Dust Bowl Ballads" a qual descreveu a Grande Depressão na década de 1930 e a resistência das pessoas do Sudoeste durante esse período, "Folksay" baseada no poema de mesmo nome de Carl Sandburg, "Poem" com música por Duke Ellington e palavras de Lawrence Ferlinghetti, e o musical off-Broadway "The Big Winner" sobre um pobre alfaiate e sua vitória na loteria. Em 1951, ela coreografou para a New York City Opera (The Dybbuk). Em 1952, 1955, 1956, e 1960-62, Maslow coreografou as festas do Hannukkah no Madison Square Garden.
Suas danças foram reconstruídas e realizadas por CityDance Ensemble, The Harkness Ballet, The Batsheva Dance Company e The Bat-Dor Company. A voz e o altruísmo de Sophie Maslow permanecem como inspiração para o New Dance Group Arts Center.
Ela morreu em 25 de junho de 2006 em Manhattan, com 95 anos.